# Nierhypoplasie
Nierhypoplasie is een aangeboren afwijking waarbij één of beide nieren niet goed ontwikkeld zijn. In het laatste geval leidt dit tot nierinsufficiëntie.
Wanneer nierhypoplasie zich beperkt tot één nier, heeft dit geen consequenties voor de nierfunctie. De andere nier heeft voldoende reservecapaciteit om in dat geval de functie over te nemen. Een eenzijdige nierhypoplasie is meestal het geval.

## Nierdysplasie
Nierhypoplasie is verwant aan nierdysplasie, waarbij de nier verkeerd ontwikkeld is. Bij zowel hypo- als dysplasie zijn de nieren te klein.

## Behandeling
- Wanneer tests uitwijzen dat bij een eenzijdige hypo- of dysplasie de defecte nier geen functie heeft, wordt doorgaans aanbevolen deze te laten verwijderen (nefrectomie). Dit omdat er anders een (kleine) kans bestaat dat de nier zich op latere leeftijd kwaadaardig ontwikkeld.
- Wanneer hypo- of dysplasie de functie van beide nieren in geringe mate ontneemt, zullen symptomen in kleine mate optreden.
- Wanneer hypo- of dysplasie de functie van beide nieren in grote mate ontneemt, is dialyse noodzakelijk.
- Wanneer hypo- of dysplasie de functie van beide nieren bij de geboorte totaal ontneemt, wordt het kind geboren met het Syndroom van Potter en overlijdt het kort na de geboorte.